# Budynek szkoły katolickiej w Buku
Budynek szkoły katolickiej w Buku - dawniej siedziba Szkoły Podstawowej im. płk. Kazimierza Zenktelera a obecnie, po zmianach organizacyjnych, jeden z budynków dydaktycznych Szkoły Podstawowej im. Bohaterów Bukowskich w Buku, w województwie wielkopolskim.  

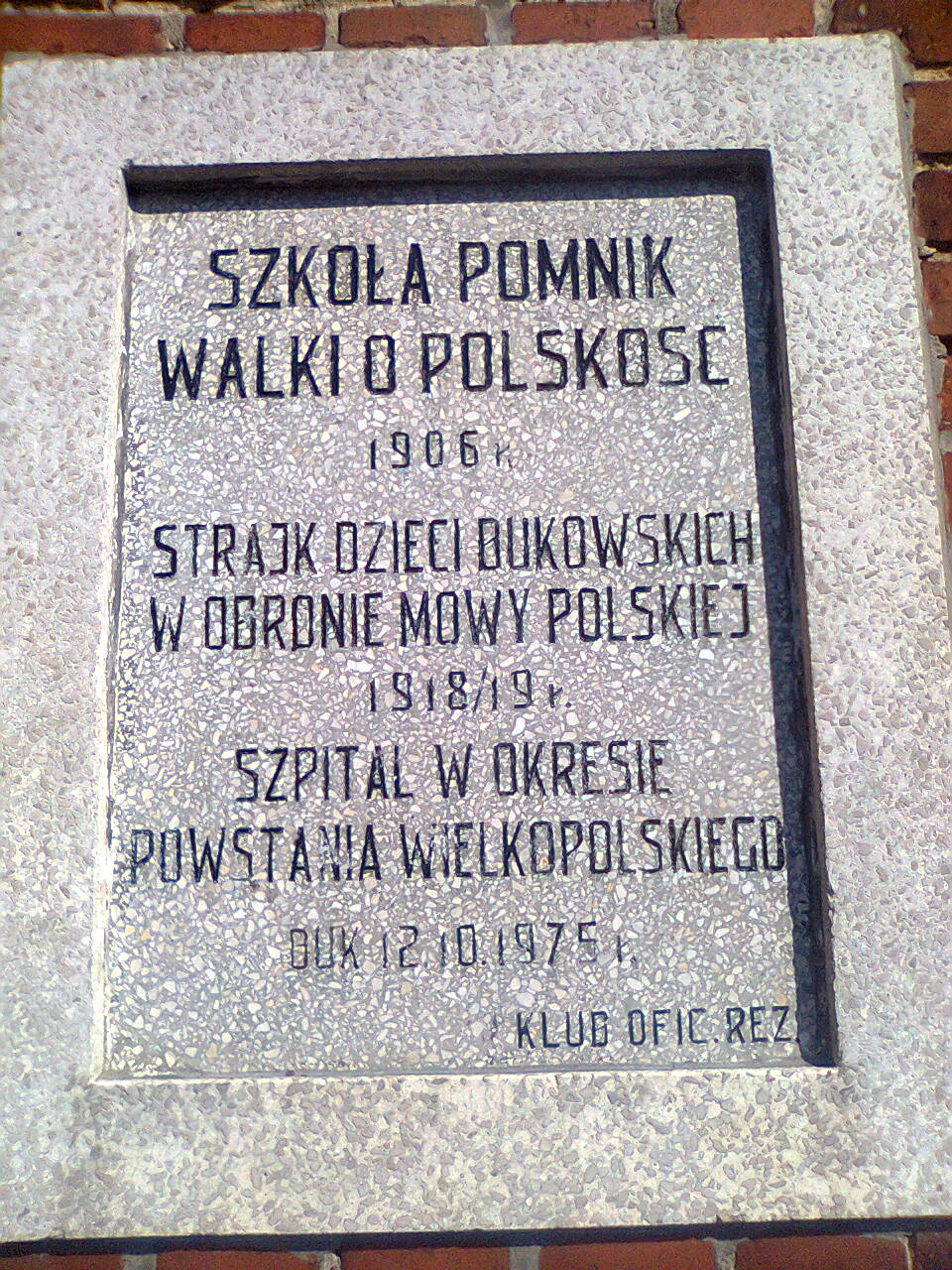
Tablica na budynku gimnazjum

Budynek powstał w okresie zaborów w 1904 jako nowa siedziba szkoły katolickiej, do której uczęszczały głównie dzieci polskie i której długoletnim kierownikiem był Polak i patriota Wawrzyn Sztam. Ulica Szarych Szeregów nosiła wtedy nazwę Przykop. W Buku istniały wtedy już szkoła ewangelicka (przy ul. Szkolnej), żydowska (przy ul. Mury) oraz dwie szkoły prywatne. W latach 1905–1906 w szkole doszło do strajku dzieci w obronie ojczystego języka, a w czasie powstania wielkopolskiego dr Kazimierz Wróblewski zorganizował w dwóch klasach szpital dla rannych powstańców, dowożonych z frontu, o czym przypomina tablica pamiątkowa. Obiekt jest wpisany do gminnej ewidencji zabytków i planowane jest jego ujęcie w zestawieniu wojewódzkim.
W roku 1987 ukończono budowę nowej części szkoły, a w 1996 roku oddano do użytku także nowoczesną halę sportową. W latach 1999–2017 była to siedziba Gimnazjum w Buku. Patronem szkoły był jeden z dowódców powstania wielkopolskiego - płk. Kazimierz Zenkteler. Przed budynkiem znajduje się pomnik poświęcony Szarym Szeregom.